# ベッキー・クルーエル
ベッキー・クルーエル（Beckii Cruel、1995年6月5日 - ）は、イギリスの王室属領であるマン島出身のネットアイドルである。自身がYouTubeに日本語で投稿した動画が、インターネット上で話題を呼んで人気となった。動画共有サイトにおいてのハンドルネームは、「Beckii」「xBextahx」。なお「クルーエル」（英語で「残酷な」「悲惨な」などの意味）とは、所属事務所の名称であり、本名ではない。

## 人物
イギリス・ランカシャー・ブラックプール生まれ。2歳でマン島に移る。
2009年3月頃より、自身のダンスをYouTubeに投稿し「可愛いにもほどがある」と称される程、その可愛らしい顔と抜群のプロポーションから、「ネットアイドル」として、インターネット上で話題になった。
大の親日家であり、日本のアニメやその音楽、モーニング娘。などのハロー!プロジェクトを愛する一面もある。ただし、寿司や刺身等の生魚は苦手。
2009年10月25日、秋葉原にて行われた「秋葉原エンタまつり2009」に出演、念願の日本でのステージデビューを飾った。
2010年2月、フランスの女子大生サラ・クルーエル、イギリスの女子高生ジェマ・クルーエルとの3人で「ベッキー・クルーエル・feat・クルーエル・エンジェルス」を結成。「翼をください」をカバーしリリースした。
2010年3月の来日時には、第10回東京ガールズコレクションに特別ゲストとして招かれ、モデルデビューを果たした。
GACKTが好きだという。
身長5フィート5インチ（約165cm）、体重7ストーン（約44.5kg）。

最近ニコニコ生放送で、放送を再開し、ケーキ姫とのコラボ放送も行っている。
2011年8月6日のニコニコ生放送（たいせつな　はっぴょう！！！）で、所属事務所脱退を発表、日本においては事実上の引退となった。
2012年2月、イギリスで開催されたイベント「HYPER JAPAN London 2012」に、ゲスト参加した。
2013年10月、経済産業省のクールジャパンプロジェクトの一環で、招待・来日し、高砂部屋などを見学した。
2014年9月28日、来日し東京体育館で開催された『もしもしにっぽんFESTIVAL 2014』に参加。
2016年、ロンドンに移住。
2016年1月11日、自身のインスタグラムに、キラキラと輝くメイド服を着た姿を投稿し、ネット上で日本のファンから「ベッキー、成人の日、おめでとう！」と、成人の日を祝うコメントが寄せられた。ベッキーは2015年6月に20歳の誕生日を迎えている。
2016年5月、近況についてBuzzFeed Japanの取材に答え、YouTubeに動画を投稿することに専念しており、日本の文化から影響を受けている動画を、欧米の視聴者に届ける活動をしていると答えているが、仕事を始めて動画編集に時間が取れなくなったためその後YouTubeへの動画投稿は止めている
。なお、2016年当時は年に一回の頻度で来日していると答えていた。
2018年2月、YouTubeパートナープログラムが変更になった際は、クリエイターたちが急に借金まみれになったり、家賃が払えなくなるといった事態は起きないものの、「才能がある若い人々が作るYouTubeチャンネルの数を減らす、象徴的な変化となると思う」とコメントした。
ロンドンではインフルエンサー・マーケティングの業界で仕事をしており、2019年に自身の会社を立ち上げている。

## 出演
- 人類が諦めかけていた夢（2010年1月6日、日本テレビ）
- おもいッきりDON!（2010年2月18日、日本テレビ）
- Oha!4 NEWS LIVE（2010年3月24日、日本テレビ）
- もう、しませんから。（著：西本英雄 週刊少年マガジン2010年第6号・第7号掲載、単行本第10巻収録）
- ハマランチョ（2010年4月21日、tvk）
- はなまるマーケット（2010年4月26日、TBS）
- Beckii: Schoolgirl Superstar at 14[20]（2010年8月12日、BBC）
- The Tinsel Takeover[21]（2010年12月25日、BBC Radio 1）
- Sunday Mid Morning Show（2011年2月13日、Energy FM[22]）
- ロンドン五輪を100倍楽しもう（2012年3月23日、NHK BS1）
- YOUは何しに日本へ?（2014年1月27日、テレビ東京）

## 作品

### 写真集
- 1st PHOTO BOOK『まるごとベッキー』（ベッキー・クルーエル　PHOTO BOOK（DVD付）2010年5月5日、ワニブックス） ISBN 978-4847042621

### DVD
- 『ディス・イズ・ベッキー・クルーエル』（初回限定：生写真付き 2009年12月9日）

徳間ジャパンコミュニケーションズと映像ディレクターの手塚一紀が制作。編集・MAはクロスコ（株）
撮影機材は全編Canon EOS 5D Mark II。編集はFinal Cut Proを使用。
- 『ベッキー・クルーエルde英語耳　友だちとの会話編』、『ベッキー・クルーエルde英語耳　仕事での会話編』（2010年12月24日）[23]
  - 『Just Wanna Have Some Fun』（『ベッキー・クルーエルde英語耳　友だちとの会話編』内に収録）
  - 『Tokyo Love』（『ベッキー・クルーエルde英語耳　仕事での会話編』内に収録）

### CD
- 『の、バラード祭り。』（オムニバスCD 2009年11月4日）
- 『の、アッパー祭り』（オムニバスCD 2009年11月4日）
- 『翼をください』（CD Single（DVD付き） 2010年2月10日）　ベッキー・クルーエル feat.クルーエル・エンジェルス
- 『You Can't Kiss Me』『Kiss Of Life』については、リリース予定の報道が2010年8月にあった[24]ものの、2011年1月現在その目処は立っていない。

### 雑誌
- フォトテクニックデジタル 2010年1月号（玄光社）
- ヤングアニマル 2010年5月28日号（白泉社）
- 週刊少年マガジン 2010年7月28日号（講談社）
- 週刊少年マガジンSPECIAL 8 2010年8月2日号増刊（講談社）
- ピチレモン 2010年11月号（学研パブリッシング）
- COLORS 2010年11月号（ベネトン）
- EVANGELION CHRONICLE新訂版 No.38（デアゴスティーニ・ジャパン）

### オンラインマガジン
- Snippets Issue 24 "Beckii Cruel" (Cut Out + Keep)